# Valkeisjärvi (sjö i Pielavesi, Norra Savolax)
Valkeisjärvi är en sjö i kommunen Pielavesi i landskapet Norra Savolax i Finland. Den är 6,8 meter djup. Arean är 38 hektar och strandlinjen är 3,63 kilometer lång. Sjön  ingår i Vuoksens huvudavrinningsområde.   Den ligger omkring 75 kilometer nordväst om Kuopio och omkring 370 kilometer norr om Helsingfors. 